# 増基
増基（ぞうき、生没年不詳）は、平安時代の僧・歌人。増基法師（ぞうきほうし）と呼ばれることもある。号は廬主（あんじゅ、別字で庵主とも）。
中古三十六歌仙の一人に名を連ねるが、『中古歌仙三十六人伝』には「後拾遺集目録云、号廬主云云」（後拾遺集目録に云はく、廬主と号すと云々）としか記されておらず、委細は不明。また『和歌色葉』の「名誉歌仙者」には、「後拾 詞花増基法師 家集号廬主。宇多御時同名、亭子院殿上法師」（増基法師 家集廬主と号す。宇田の御時に同名、亭子院の殿上法師）との記載がある。
活躍した時期については3説あって判然としない。
1. 『大和物語』に「としこが、志賀にまうでたりけるに、増喜君といふ法師ありけり。それは比叡にすむ、院の殿上もする法師になむありける」（122段「かつがつの思ひ」）と記されている増喜法師と同一の人物とみなし、延喜～延長年間 (901–931) の人とする説
2. 主に天暦～長徳年間 (947–957) に活躍し、その後は一条天皇の御代の頃 (986–1011) まで比叡山の草庵で棲らしていたとする説
3. 能因法師 (988–1050) と同時代の人とする説

勅撰集には、次の『後拾遺和歌集』の一首以下、計30首が入集している。

## 『増基法師集』
別名を「廬主日記」あるいは単に「いほぬし」ともいう自撰家集の『増基法師集』は、熊野紀行・雑纂歌・遠江紀行の三部構成をとる風物詩で、一人旅の旅先で目にした風物に託して観点的無常感を詠んだ120余首が綴られている。特に熊野紀行の30首はそれぞれを紹介する比較的長文の詞書から散文文学作品としても注目すべき内容を持ったものであり、後代の歌僧らによる歌行脚や紀行記の先駆をなすものの一つとみなされている。